# ОШ „Вук Караџић” Вождовац
Основна школа „Вук Караџић” налази се у месту Рипањ, између цркве Свете Тројице и Дома Културе. Поред матичне школе раде још два издвојена одељења; ИО Брђањ и ИО Прњавор. Школа носи име по српском филологу, реформатору српског језика и сакупљачу народних умотворина, Вуку Караџићу.

## Историјат
Најстарији запис о постојању школе у Рипњу налази се у архиву Педагошког музеја, према коме је школа постојала још крајем 18. века док се тачна година се не зна. Највише писаних података о историјату школе у Рипњу налазимо у делима Милана Ђ. Милићевића (1831-1908).
Према подацима Милана Ђ. Милићевића у Рипњу, тада једном од највећих села северне Шумадије, у рипањском засеоку Бела земља, у кући неког Рачића, 1813. године радила је основна школа. Учитељ је био син чувеног Карађорђевог војводе Васе Чарапић, Илија Чарапић, један од првих ђака
Школа је радила кратко. Те, 1813. године, дошло је до слома Првог српског устанка, а две године касније отпочео је Други српски устанак. После успешно завршеног Другог српског устанка, за време прве владе књаза Милоша, Рипањ се брзо развијао у сваком погледу.
Школа је радила у истој кући, несуђеној сеоској судници, без прекида до подизања велике школске зграде 1885. годиуне. У новосаграђеној школи од 1885. па до 1915. настава је извођена у три одељења јер обавезно школовање за сву дораслу децу није спроведено у дело.
У току Првог светског рата, школа није радила, а по окончању рата неколико година настава је извођена уз пуно тешкоћа. Из писаних података које поседује ова школа, а види се да је од школске 1923/24. настава почела да се изводи успешније и разноврсније.
Школа у засеоку Брђани изграђена је 1926. године, а темељ је освећен септембра 1925. и била је у саставу главне школе. Освећењу темеља школске зграде присуствовао је српски патријарх и преседник владе, Никола Пашић. У холу школе, постављена је спомен-плоча изгинулим ратницима од 1912-1918. године и на њој су позлаћеним словима исписана имена 340 погинулих ратника из нашег места.
У току Другог светског рата, школа није бомбардована нити опљачкана, али се у тим ратним годинама настава одвијала отежано и са променљивим бројем ученика. У школској 1943/44. години одваја се као самостална школа „Милан Ђ. Милићевић” у Брђанима. Следеће школске године од матичене школе одвајају се као посебне, школе у засеоцима Трешња и Рипањ-Станица, а у истој години почела је изградња школе у засеоку Прњавор која је довршена 1946.
У првим послератним годинама, школа је била у врло тешком положају. Рат и опште сиромаштво оставили су трага и на школу. Најосновнији услови за рад остварени су из месних средстава и уз помоћ ђачких родитеља. Иако су услови за рад били врло тешки, 1948. отворена је непотпуна гимназија са четири учионице и 85 ученика да би се после три године, три одељења непотпуне гимназије спојила са одељењима основне школе што је значило прелазак на нов тип школе – осмољетка.
Сваке наредне школске године растао је прилив ученика, а самим тим повећавао се проблем простора, односно учионица. У школској 1950/60, у школи је било 701 ученик, а у следећој 1960/61. 837 ученика. Настава се изводила у старој школској згради и у просторијама задружног дома у две смене. Године 1961, срушена је стара стогодишња зграда и завршена је нова која се и данас користи.